# Parafia św. Aleksego w Ponikwi
Parafia pod wezwaniem Świętego Aleksego w Ponikwi – parafia rzymskokatolicka w Ponikwi należąca do dekanatu Wadowice-Południe archidiecezji Krakowskiej. Erygowana w XIX wieku.